# هاري ميلر
هاري ميلر (28 يوليو 1923 ببروكلين في الولايات المتحدة - 18 أبريل 2007 في الولايات المتحدة) (بالإنجليزية: Harry Miller)‏ هو مدرب كرة سلة ولاعب كرة سلة أمريكي في مركز الوسط. لعب مع Toronto Huskies ‏.

## وصلات خارجية
- هاري ميلر على موقع إن بي أي (الإنجليزية)
- هاري ميلر على موقع سبورتس رفرنس (الإنجليزية)
- هاري ميلر على موقع ريلجم (الإنجليزية)